# Phyllachora angustispora
Phyllachora angustispora är en svampart som beskrevs av Speg. 1919. Phyllachora angustispora ingår i släktet Phyllachora och familjen Phyllachoraceae.   Inga underarter finns listade i Catalogue of Life.